# Leonardo Ponzio
Leonardo Daniel Ponzio (Las Rosas, 29 gennaio 1982) è un ex calciatore argentino, di ruolo centrocampista.

## Caratteristiche tecniche
Centrocampista di credenziali prettamente difensive, dotato di un gran temperamento, abile nei tiri dalla lunga distanza, all'accorrenza si adatta anche a giocare come esterno basso.

## Carriera
Ponzio inizia la sua carriera nelle giovanili del Newell's Old Boys di Rosario, in Argentina.
Nel 2003 viene acquistato dal Real Saragozza per 3 milioni di euro. Debutta nella Liga il 31 agosto 2003 contro il Deportivo La Coruña. Diventa uno dei giocatori più importanti del Saragozza saltando solo undici partite in 3 anni. Tuttavia il 9 gennaio del 2007 Ponzio lascia il club aragonese per trasferirsi in Argentina al River Plate, dove segna il suo primo gol in Coppa Libertadores contro i cileni del Colo-Colo.
Il 2 febbraio 2009 torna al Saragozza, che milita nella Segunda División e contribuisce alla promozione della squadra nella massima serie. Nella stagione 2009-2010 Ponzio è stato un giocatore importante nella difesa del Real Saragozza, giocando anche come terzino destro e sinistro. Ha segnato il suo unico gol stagionale nella partita casalinga contro il Málaga CF vinta per 2-0.
Nella stagione 2011-2012, complice la cessione dell'ormai ex compagno di squadra Gabi all'Atlético Madrid, diventa il nuovo capitano della squadra aragonese. Il 4 gennaio 2012 rescinde il contratto. Attualmente è il secondo giocatore straniero con più presenze all'attivo con la maglia del Real Saragozza; meglio di lui solo l'ex centrocampista uruguaiano Gustavo Poyet.
Il 7 gennaio 2012, il centrocampista ritorna al River Plate, dopo essersi svincolato pochi giorni prima dal Real Saragozza. Firma un contratto che lo legherà alla squadra argentina per tre anni.

## Palmarès

### Club

#### Competizioni nazionali
- Coppa di Spagna: 1

Real Zaragoza: 2003-2004
- Supercoppa di Spagna: 1

Real Zaragoza: 2004
- Campionato argentino: 3

River Plate: Clausura 2008, Final 2014, 2021
- Primera B Nacional: 1

River Plate: 2011-2012
- Coppa d'Argentina: 3

River Plate: 2015-2016, 2016-2017, 2018-2019
- Supercopa Argentina: 2

River Plate: 2017, 2019
- Trofei De Campeones: 1

River Plate: Trofeo De Campeones 2021

#### Competizioni internazionali
- Copa Sudamericana: 1

River Plate: 2014
- Recopa Sudamericana: 3

River Plate: 2015, 2016, 2019
- Coppa Libertadores: 2

River Plate: 2015, 2018
- Coppa Suruga Bank: 1

River Plate: 2015

### Nazionale
- Campionato mondiale Under-20: 1

2001